# NGC 3071
NGC 3071 је лентикуларна галаксија у сазвежђу Лав која се налази на NGC листи објеката дубоког неба.
Деклинација објекта је + 31° 37' 15" а ректасцензија 9h 58m 52,9s. Привидна величина (магнитуда) објекта NGC 3071 износи 14,5 а фотографска магнитуда 15,5. NGC 3071 је још познат и под ознакама CGCG 153-8, NPM1G +31.0173, PGC 28825.